# Obrataň

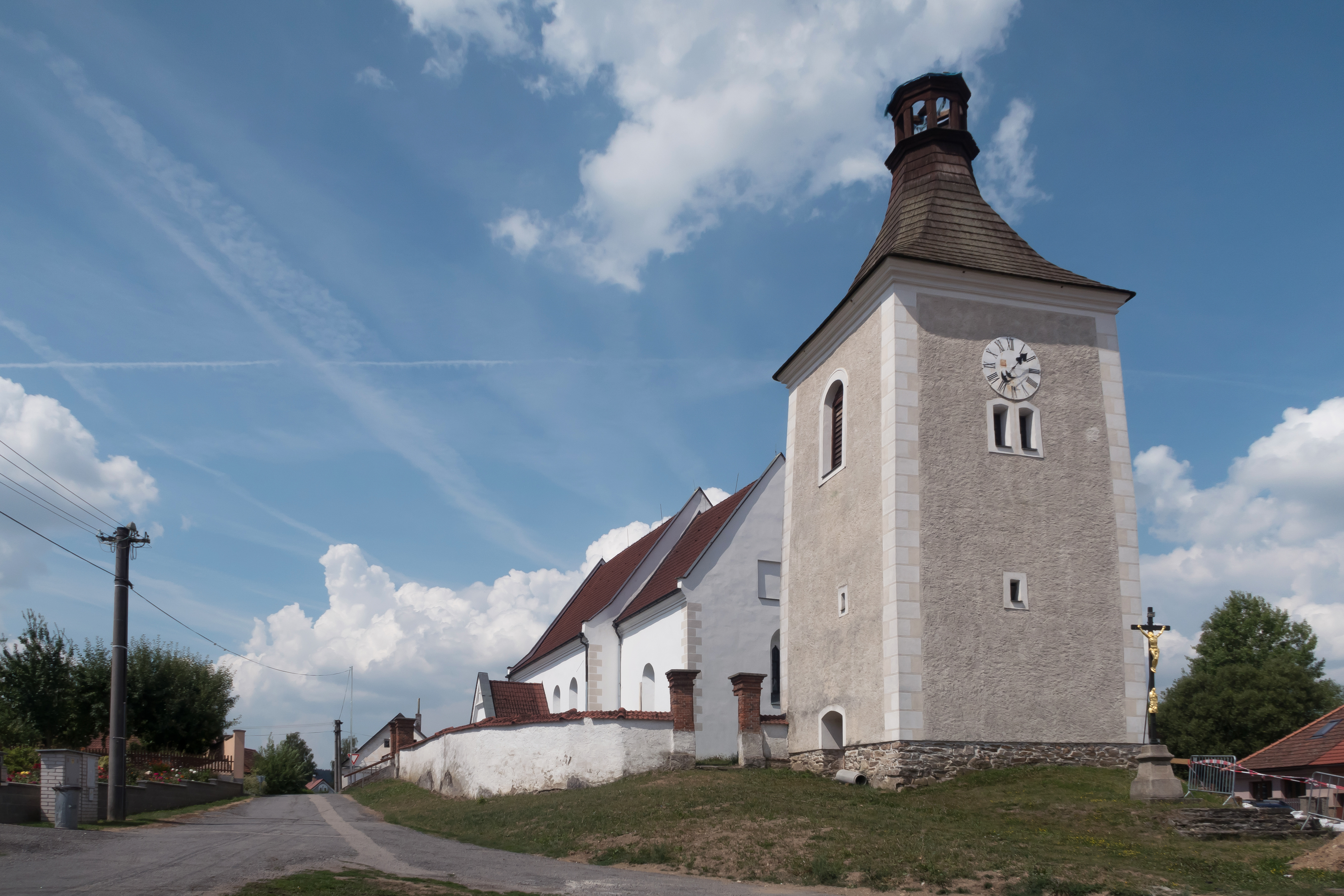
Obrataň, Kirche Mariä Geburt

Obrataň (deutsch Wobratain) ist eine Gemeinde in Tschechien. Sie liegt 19 Kilometer östlich von Tábor und gehört zum Okres Pelhřimov.

## Geographie
Obrataň befindet sich im Tal des Kejtovský potok in der Böhmisch-Mährischen Höhe. Durch den Ort führt die Staatsstraße 19 von Tábor nach Pelhřimov sowie die Eisenbahnverbindung zwischen diesen Städten. Obrataň ist Endpunkt der Schmalspurbahn Jindřichův Hradec – Obrataň.
Nachbarorte sind Cetoraz im Norden, Šimpach und Eš im Nordosten, Dvořiště und Kámen im Osten, Věžná und Brná im Südosten, Střítež im Süden, Sudkův Důl und Bezděčín im Südwesten, Pořín, Radostovice und Lejčkov im Westen sowie Prasetín und Hrobská Zahrádka im Nordwesten.

## Geschichte
Erstmals urkundlich erwähnt wurde das Dorf im Jahre 1365. 1384 erfolgte die Gründung der Kirche Mariä Geburt, die dabei vom Erzbischof einen vergoldeten Silberkelch mit aufgesetzten böhmischen Granaten erhielt.
Am 16. Dezember 1888 erhielt Wobratain eine Eisenbahnstation an der heutigen Bahnstrecke Horní Cerekev–Tábor. Sie war Teil der durch den österreichischen Staat gebauten Böhmisch-Mährischen Transversalbahn. Am 24. Dezember 1906 wurde zudem die in Obrataň abzweigende schmalspurige Lokalbahn Neuhaus–Wobratain nach Jindřichův Hradec eröffnet.
Während der Zeit des Protektorates Böhmen und Mähren von 1939 bis 1945 führte der Ort neben dem tschechischen den amtlichen deutschen Namen Wobratein.

## Gemeindegliederung
Die Gemeinde Obrataň besteht aus den Ortsteilen Bezděčín (Besdietschin), Hrobská Zahrádka (Sachradka b. Hrob), Moudrov (Maudrow, auch Maudra), Obrataň (Wobratain), Šimpach (Schimpach, älter auch Schimbach; nach Antonín Profous ursprünglich Schönbach), Sudkův Důl (Sudekgruben), Údolí (Audol, auch Thal Josaphat) sowie der Einschicht Dvořiště (Höflein). Grundsiedlungseinheiten sind Bezděčín, Hrobská Zahrádka, Moudrov, Obrataň, Šimpach, Sudkův Důl und Vintířov.
Das Gemeindegebiet gliedert sich in die Katastralbezirke Bezděčín u Obrataně, Hrobská Zahrádka, Moudrov, Obrataň, Šimpach, Sudkův Důl und Vintířov.

## Sehenswürdigkeiten
- Schmalspurbahn nach Jindřichův Hradec, Technisches Denkmal
- Isolatoren- und Blitzschutzmuseum von František Daňek in Dvořiště
- Kirche Mariä Geburt, erbaut 1384
- Denkmal für T.G. Masaryk, geschaffen von Jan Vítězslav Dušek